# O Menino da Porteira (1976)
O Menino da Porteira é um filme brasileiro de longa-metragem de 1976 dirigido por Jeremias Moreira Filho, inspirado na canção "O Menino da Porteira" de Teddy Vieira. O filme foi rodado em Araraquara e Borborema no estado de São Paulo e Ouro Fino em Minas Gerais.
Em 2009 esse mesmo diretor realizou uma refilmagem deste filme, com o cantor Daniel no papel principal.

## Sinopse
Diogo, peão e boiadeiro, traz uma grande boiada para vender ao Major Batista, dono da Fazenda Ouro Fino. Ao passar pelo Sítio Remanso, de propriedade de Octacílio Mendes, encontra o menino Rodrigo, que lhe pede para tocar o berrante, enquanto abre a porteira, os dois ficam amigos. Na vila, Diogo é aconselhado por pequenos criadores a não vender mais o seu gado para o Major, que quer controlar todos os preços da região. Irritado, o Major manda seus capangas expulsarem Diogo do lugarejo, mas o peão leva a melhor e se decide a levar o gado.

## Elenco
- Sérgio Reis (Diogo)
- Jofre Soares (Major Batista)
- Márcio Costa  (Rodrigo)